# Црква Сабор светих апостола у Турековцу
Црква Сабор светих апостола налази се у Турековцу, недалеко од Лесковца. Због историјских и амбијенталних вредности целине убраја се у споменике културе у категорији непокретних културних добара.

## Историја
Црква Сабор светих апостола саграђена је 1845. године, а саградио ју је неимар Андреја Дамјановић. Он је био неимар родом из Папрадишта, а мештани Турековца су га вероватно упознали када је градио цркву Светог Илије у Печењевцу (1844). Црква је саграђена на темељима старијег храма, али о том старијем здању не постоје никакви подаци, а не зна се ни да ли је празник који представља славу нове цркве преузет од старије или не. О градњи данашње цркве постоји неколико записа у богослужбеним књигама старог учитеља Стојана Поповића. У минеју за јул-август је записано: „Знамо како се направи Црква: 1845. год. И потом кад се загради и направи конак - настојник и поп Илија и поп Ђорђе Станковић”.

## Архитектура и унутрашњост
Црква је подигнута у облику лађе са нешто суженим високим сводом, вешто изграђеним од дасака, који је као такав изграђен касније. На централном делу свода налази се фреска Саваот.
Црква је изграђена од камених зидова шинире 1 метар, дугачка је 25 метара, широка 12, а висока око 15 метара. Иконостас цркве веома је драгоцен и представља дело значајне уметничке вредности. Не зна се ко га је саградио, али је познато да је иконе насликала црквено-уметничка школа из Самокова. Није познтао колико је коштао иконостас, али с обзиром на велику уметничку вредност, верује се да је цена врло висока, па се лако може закључити да одређен број икона представља поклон лесковачких еснафа, односно да су они платили израду једног дела иконостаса.
Изградња новог конака цркве отпочета је 1. маја 1987. године, када је почело ископавање темеља, и то у присуству Његовог Преосвештенства, епископа нишког Иринеја, садашњег патријарха српског. Градња је завршена 13. јула 1991. године, када га је епоскоп нишки Иринеј осветио.
Датума 17. маја 1994. године донета је одлука, благословљена од стране Његовог Преосвештенства, епископа нишког Иринеја, да се тадашња црква делимично сруши и изгради нова. Радови сз завршени 1997. године. Црква је добила нове куполе и галерију, темељ је постављен на дубини од 2,4 метара, а носећи стубови укопани 2 метра у земљу.